# Aulestad

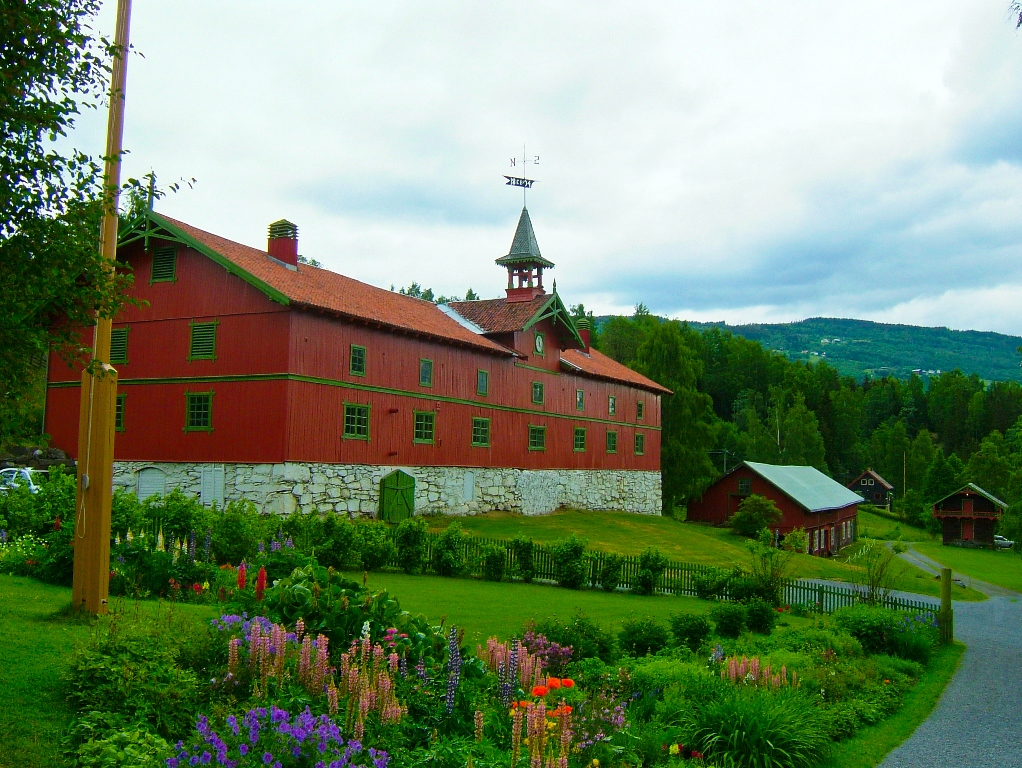
Scheune und weitere Gebäude in Aulestad

Aulestad ist ein Bauernhof in Follebu in der Kommune Gausdal im östlichen Gaustal in Norwegen, etwa 18 km nordwestlich von Lillehammer.
Der Bauernhof beherbergt ein Literaturmuseum zu Ehren des Literaturnobelpreisträgers Bjørnstjerne Bjørnson, der ihn 1874 erwarb und dort seine bekanntesten Werke schrieb. Zu seinen Lebzeiten stand Bjørnson im Mittelpunkt des literarischen, kulturellen und politischen Lebens in Norwegen. Im Jahr 1890 übernahm Bjørnsons jüngster Sohn Erling Bjørnson (1868–1959), Politiker der Bauernpartei und der faschistischen Nasjonal Samling, das Anwesen. 1901 gab er es jedoch seinem Vater zurück, da er es nicht bewirtschaften konnte. Das Hauptgebäude wurde 1923 zum „nationalen Eigentum“ erklärt und 1926 als Museum eröffnet. Nach dem Tod von Bjørnsons Witwe Karoline im Jahr 1934 wurde Aulestad vom Staat übernommen und 1965 unter die Verwaltung des Regionalmuseums Maihaugen gestellt. Von 2008 bis 2010 war das Anwesen für Renovierungsarbeiten anlässlich Bjørnsons einhundertstem Todesjahr geschlossen.